# Luke Matheson
Luke Alexander Matheson (* 2. Oktober 2002 in Rochdale) ist ein englischer Fußballspieler, der seit Januar 2020 beim Erstligisten Wolverhampton Wanderers unter Vertrag steht. Der rechte Außenverteidiger ist seit Oktober 2019 englischer U18-Nationalspieler.

## Karriere

### Verein
Der in Rochdale, Greater Manchester geboren und aufgewachsene Luke Matheson stammt aus der Nachwuchsabteilung des lokalen AFC Rochdale. Sein Debüt in der ersten Mannschaft bestritt er am 4. September 2018, als er beim 2:1-Heimsieg gegen den FC Bury in der Gruppenphase der EFL Trophy in der Startformation stand. Mit 15 Jahren und 336 Tagen wurde er damit zum jüngsten Spieler, der jemals für den AFC Rochdale auf dem Platz stand, und im Anschluss an das Spiel wurde er zum Spieler des Spiels gewählt. In der EFL League One absolvierte er am 19. Januar 2019 (29. Spieltag) beim 1:1-Unentschieden gegen Fleetwood Town sein erstes Spiel, als er zur Halbzeitpause für Matt Done eingetauscht wurde. Für die Herrenauswahl der Dale machte er in dieser Saison 2018/19 sieben Pflichtspiele.
In der folgenden Spielzeit 2019/20 etablierte sich der junge Außenverteidiger allmählich in der Startformation von Cheftrainer Brian Barry-Murphy. Am 25. September 2019 wurde er mit 16 Jahren erstmals einem breiten Publikum bekannt, als er im Ligapokalspiel gegen Manchester United den zwischenzeitlichen Ausgleich zum 1:1 erzielen konnte. Das Spiel endete schließlich mit einer 5:6-Niederlage im Elfmeterschießen. Am 31. Oktober desselben Jahres unterzeichnete er seinen ersten professionellen Vertrag bei den Dale. Sein erstes Ligator gelang ihm am 11. Januar 2020 (27. Spieltag) beim 2:0-Heimsieg gegen die Bolton Wanderers.
Am 31. Januar 2020 wechselte Luke Matheson für eine Ablösesumme in Höhe von einer Million Pfund zum Erstligisten Wolverhampton Wanderers, wurde aber bis zum Ende der Spielzeit 2019/20 an den AFC Rochdale zurückverliehen. Insgesamt kam er in der Saison 2019/20 in 20 Ligaspielen zum Einsatz und Mitte Juli 2020 stieß er erstmals zu den Wolves.
Nachdem er sich in der ersten Mannschaft der Wolves nicht durchsetzen konnte, wurde er am 1. Februar 2021 für den Rest der Saison 2020/21 an den Drittligisten Ipswich Town ausgeliehen. Dort machte er jedoch nur zwei Ligaeinsätze, bevor das Leihgeschäft im Mai 2021 wieder beendet wurde.

### Nationalmannschaft
Matheson bestritt im Februar 2019 ein Länderspiel für die englische U17-Nationalmannschaft.
Seit Oktober 2019 ist der Außenverteidiger für die U18 im Einsatz.